# Rhinoclemmys pulcherrima
Rhinoclemmys pulcherrima är en sköldpaddsart som beskrevs av den brittiske zoologen John Edward Gray 1855. Rhinoclemmys pulcherrima ingår i släktet Rhinoclemmys och familjen Geoemydidae.
Arten förekommer i Centralamerika från västra Mexiko till Costa Rica.

## Underarter
Arten delas in i följande underarter:
- R. p. pulcherrima
- R. p. incisa
- R. p. manni
- R. p. rogerbarbouri